# Walter Tillmanns
Gustav Hermann Walter Tillmanns (* 29. August 1873 in Leipzig; † 24. Februar 1944 in Dresden) war ein sächsischer Offizier und Generalmajor der Reichswehr.

## Leben
Walter Tillmanns war der einzige Sohn des Chirurgen (Robert) Hermann Tillmanns und dessen Ehefrau Clementine Steckner. Er besuchte das Gymnasium zu Leipzig, erwarb sich das Zeugnis der Reife und schlug dann eine militärische Laufbahn ein, indem er 1892 als Fahnenjunker in die sächsische Armee eintrat. Am 25. Juni 1893 avancierte er zum Leutnant in der 2. Eskadron des Königlich Sächsischen 2. Husaren-Regiment Nr. 19 „Kronprinz Wilhelm des Deutschen Reiches und von Preußen“ in Grimma. 1898 wurde er dem Jäger-Detachement zu Pferde zugeteilt, wo am 29. März 1900 seine Beförderung zum Oberleutnant erfolgte. Er wurde für die weiteren drei Jahre zur preußischen Kriegsakademie in Berlin abkommandiert und kehrte dann zum Jäger-Detachement zu Pferde zurück. 1904 wurde er dem 3. Ulanen-Regiment Nr. 21 „Kaiser Wilhelm II., König von Preußen“ zugeteilt und schon im nächsten Jahr zum Großen Generalstab in Berlin abkommandiert. In dieser Eigenschaft wurde er am 11. Dezember 1906 zum Rittmeister befördert. Nachfolgend wurde er 1908 in den Generalstab des XIX. (II. Königlich Sächsisches) Armee-Korps versetzt und nach langjähriger Dienstzeit 1910 wieder in den Truppendienst zurückversetzt. Er diente so als Eskadronschef beim 2. Ulanen-Regiment Nr. 18 und wurde 1913 erneut in den sächsischen Generalstab in Dresden berufen.
Er wurde kurz vor Ausbruch des Ersten Weltkrieges zum Großen Generalstab in Berlin abkommandiert, wo am 19. März 1913 seine Beförderung zum Major erfolgte. Im Mai 1914 wurde er mit dem Ritterkreuz I. Klasse des Albrechtsordens ausgezeichnet. Nach Ausbruch des Krieges wurde er 1. Generalstabsoffizier der 8. Kavallerie-Division unter Generalleutnant Günther von der Schulenburg-Hehlen. Er begleitete die Division durch die Kämpfe in Lothringen, die Einnahme von Goldap an der Ostfront, die Kämpfe in Warschau und zeichnete sich durch unermüdliche Arbeitsleistung, großes taktisches Verständnis, hervorragende Taktik und Fürsorge für die Truppe aus, wofür er am 28. Januar 1915 mit dem Ritterkreuz des Militär-St.-Heinrichs-Ordens ausgezeichnet wurde. Im November 1914 wurde er zudem mit dem Ritterkreuz I. Klasse des Albrechtsordens mit der Krone und Schwertern ausgezeichnet. Er diente nachfolgend als Chef des Eisenbahnwesens II und wurde im Februar 1916 mit dem Ritterkreuz I. Klasse mit Schwertern des sächsischen Verdienstordens ausgezeichnet. Am 18. April 1918 wurde er noch zum Oberstleutnant befördert und diente als Chef des Generalstabes der Eisenbahn-Abteilung Ost. Nach Kriegsende diente er zunächst als Regimentskommandeur des Freiwilligen Grenzregiments Nr. 2 und wurde nachfolgend in die Reichswehr übernommen, wo er am 1. Oktober 1920 zum Oberst avancierte. Er wurde die Jahre als Abteilungsleiter der Heeres-Versorgungsabteilung (P3) im Reichswehrministerium verwendet und als solcher am 1. Februar 1926 zum Generalmajor befördert. Er schied nachfolgend aus dem aktiven Heeresdienst aus.
Er heiratete im Mai 1899 in Leipzig Marie Schober.